# Karen Roberts
Karen Ann Roberts (* 26. Oktober 1976 in Reading, England) ist eine ehemalige britische Judoka. Sie war Weltmeisterschaftsdritte 1999 und Europameisterschaftszweite 2002.

## Sportliche Karriere
Karen Roberts war 1992 Zweite der Commonwealth Championships, Juniorenweltmeisterin und Dritte der Junioreneuropameisterschaften in der Gewichtsklasse bis 56 Kilogramm. Ab 1994 kämpfte die 1,69 m große Roberts im Mittelgewicht, der Gewichtsklasse bis 66 Kilogramm. 1994 wurde sei Junioreneuropameisterin.
Nach Neuordnung der Gewichtsklassen trat Karen Roberts ab 1998 im Halbmittelgewicht an, der Gewichtsklasse bis 63 Kilogramm. Bei den Europameisterschaften 1998 schied sie in ihrem Auftaktkampf gegen die Portugiesin Andreia Cavalleri aus. 1999 erreichte sie das Finale bei der Sommer-Universiade und gewann die Silbermedaille. Bei den Weltmeisterschaften in Birmingham unterlag sie im Achtelfinale der Spanierin Sara Álvarez. In der Hoffnungsrunde gewann Roberts drei Kämpfe und erreichte damit den Kampf um Bronze, den sie gegen die Ungarin Eszter Csizmadia gewann. Bei den Europameisterschaften 2000 verlor Roberts im Viertelfinale gegen die Belgierin Gella Vandecaveye und schied dann in der Hoffnungsrunde aus. Auch bei den Olympischen Spielen in Sydney unterlag sie im Viertelfinale, diesmal war die Deutsche Anja von Rekowski die Siegerin, und schied dann in ihrem ersten Kampf in der Hoffnungsrunde aus. Ende 2000 war Roberts Zweite bei den Weltmeisterschaften der Studierenden.
2001 schied Roberts sowohl bei den Europameisterschaften als auch bei den Weltmeisterschaften im Achtelfinale gegen Sara Álvarez aus. Bei den Europameisterschaften 2002 in Maribor bezwang Karen Roberts im Halbfinale die Slowenin Urška Žolnir, im Finale unterlag sie der Französin Lucie Décosse. Zweieinhalb Monate später fanden in Manchester die Commonwealth Games 2002 statt. Karen Roberts besiegte im Finale die Schottin Sarah Clark. 2003 bei den Europameisterschaften in Düsseldorf unterlag Roberts im Halbfinale Sara Álvarez, den Kampf um Bronze verlor sie gegen die Italienerin Ylenia Scapin. Nach ihrer Achtelfinalniederlage gegen Gella Vandecaveye bei den Weltmeisterschaften 2003, erreichte Roberts auch bei den Europameisterschaften 2004 in Bukarest keine Platzierung unter den besten acht Kämpferinnen. Bei den Olympischen Spielen 2004 vertrat Sarah Clark das Vereinigte Königreich.